# Edward Bald
Edward Bald (ur. 16 lutego 1941 w Brzezinach, zm. 23 grudnia 2019) – polski chemik, prof. dr hab.

## Życiorys
W 1964 ukończył studia chemiczne na  Uniwersytecie Łódzkim, 21 marca 1971 obronił pracę doktorską, 1 lipca 1987 habilitował się na podstawie dorobku naukowego i pracy. 18 listopada 2002 nadano mu tytuł profesora w zakresie nauk chemicznych. Został zatrudniony na stanowisku profesora w Katedrze Technologii Chemicznej i Ochrony Środowiska na Wydziale Chemii Uniwersytetu Łódzkiego.
Objął funkcję profesora zwyczajnego, oraz kierownika w Katedrze Chemii Środowiska na Wydziale Chemii Uniwersytetu Łódzkiego.
Pochowany na cmentarzu w Brzezinach.

## Publikacje
- 1999: Total Plasma Homocysteine and Insulin Levels in Type 2 Diabetic Patients with Secondary Failure to Oral Agents[4]
- 2001: Wpływ poprawy kontroli metabolicznej cukrzycy na stężenie homocysteiny u chorych na cukrzycę typu 2 w okresie nieskuteczności pochodnych sulfonylomocznika[4]
- 2001: Improved glycemic control in type 2 diabetes patients is associated with decrease in total plasma homocysteine[4]
- 2006: The correlations of levels of main thiol substances of serum of adult healthy and ill persons with the responsible levels of total cholesterol,LDL,HDL, triacylglycerols,blood glucose and blood pressure[4]
- 2006: Plasma total homocysteine in the active stage of ulcerative colitis[4]
- 2010: Extract from Conyza Canadensis as a modulator of plasma protein oxidation induced by peroxynitride in vitro[4]
- 2014: Simultaneous determination of total homocysteine and cysteine in human plasma by capillary zone electrophoresis with pH-mediated sample stacking[4]